# شهرستان نوواتا (اکلاهما)
شهرستان نوواتا، اکلاهما (به انگلیسی: Nowata County, Oklahoma) شهرستانی در ایالات متحده آمریکا است که در اکلاهما واقع شده‌است.

## خصوصیات
شهرستان نوواتا ۱٬۵۰۴٫۷۹ کیلومترمربع مساحت دارد.